# IC 4105
IC 4105 је елиптична галаксија у сазвјежђу Ловачки пси која се налази на листи објеката дубоког неба у Индекс каталогу.
Деклинација објекта је + 38° 16' 16" а ректасцензија 13h 2m 18,9s. Привидна величина (магнитуда) објекта IC 4105 износи 15,0 а фотографска магнитуда 16,0.